# Laval (Isère)
Laval település Franciaországban, Isère megyében. Lakosainak száma 1009 fő (2022. január 1.). Laval Le Champ-près-Froges, Villard-Bonnot, Les Adrets, Allemond, Froges, Sainte-Agnès és Le Haut-Bréda községekkel határos.

## Népesség
A település népességének változása:
| Lakosok száma | 448  | 422  | 525  | 918  | 987  | 988  | 984  | 983  | 989  | 1009 |
|               | 1968 | 1982 | 1990 | 2006 | 2013 | 2015 | 2017 | 2019 | 2020 | 2022 |